# 约翰·勃朗宁
约翰·摩西·勃朗宁（英語：John Moses Browning，1855年1月23日—1926年11月26日），美国轻武器设计家，是现代自动及半自动轻武器发展史上的重要人物，拥有128项枪支专利。
勃朗宁一生中设计研制成功的手枪、步枪、轻/重机枪和大口径机枪等武器多达37种。

## 槍械
勃朗寧枪械众多成果中为后世传诵的经典武器产品包括：
- 柯爾特－白朗寧M1895
- FN M1900
- FN M1903
- 柯爾特1908式背心口袋槍
- M1911 .45（欧美习惯省略枪械的口径单位“英寸”）手枪
- M1917白朗寧水冷式機槍
- M1919白朗寧氣冷式機槍
- 白朗寧Wz. 1928自動步槍
- M1918白朗寧自動步槍
- Wz. 1937觀察員機槍
- M2 .50（12.7mm）重机枪
- 白朗寧大威力手枪
- 溫徹斯特M1887槓桿式霰彈槍
- 溫徹斯特M1894槓桿式步槍
- 溫徹斯特M1897泵動式霰彈槍
- 溫徹斯特M1895槓桿式步槍
- 雷明登8半自動步槍
- Auto-5半自動霰彈槍
- 白朗寧22半自動步槍（英语：Browning 22 Semi-Auto rifle）